# Сальтара
Сальтара (італ. Saltara) — муніципалітет в Італії, у регіоні Марке,  провінція Пезаро і Урбіно.
Сальтара розташована на відстані близько 210 км на північ від Рима, 55 км на захід від Анкони, 19 км на південь від Пезаро, 22 км на схід від Урбіно.
Населення — 6932 особи (2014).
Щорічний фестиваль відбувається 20 січня. Покровитель — San Sebastiano.

## Демографія
Населення за роками:

Станом на 1 січня 2023 року в муніципалітеті офіційно проживало 910 іноземців з 57 країн, серед них 186 громадян країн Євросоюзу та 21 громадянин України.

## Сусідні муніципалітети
- Карточето
- Монтемаджоре-аль-Метауро
- Серрунгарина